# أسا ميلر
أسا ميلر (بالإنجليزية: Asa Miller)‏ هو متزحلق جبال الألب فلبيني وأمريكي، ولد في 14 يونيو 2000 في بورتلاند في الولايات المتحدة.

## وصلات خارجية
- أسا ميلر على موقع الاتحاد الدولي للتزلج (التزلج على المنحدرات الثلجية) (الإنجليزية)
- أسا ميلر على موقع أوليمبيديا (الإنجليزية)